# Arctoparmelia centrifuga
Espèce
Arctoparmelia centrifuga  est une espèce de lichen de la famille des Parmeliaceae.